# جيسيكا كيلجرين
جيسيكا كيلجرين فوزارد وتدعى ب كيلجرين هايس من مواليد 1989، يوتيوبر وشخصية تيلفزيونية إنجليزية، بدأت صناعة المحتوى على اليوتيوب سنة 2011.
جيسيكا مصابة بالصمم وهي أيضاً مثلية الميول الجنسي حيث أنها تتطرق إلى هذه المواضيع عادةً. كان السبب الرئيسي لصممها هو إعاقاتها المرضية مثل: اعتلال ألاعصاب الوراثي، ومتلازمة إيلرز دانلوس، ومتلازمة تسارع القلب الإنتصابي الوضعي.

## حياتها المبكرة وتعليمها
ولدت كيلجرين فوزارد في كامدن، لندن ونشأت مع أخيها الأصغر في برستل، حيث كانت سويدية أميريكية روسية الأصل من ناحية والدتها.كانت والدتها فنانة وصانعة لوحات تعاني من عسر القراءة وكان والدها مخرج وصانع رسوم متحركة. جيسيكا هي أيضاً حفيدة جوناس كيلجرين (1911-2002) الذي كان أول بروفيسور في الروماتيزم في الولايات المتحدة في جامعة مانشستر.
تنتمي جيسيكا فوزارد للصاحبيين حيث كانت تحضر مدرسة السايدكوت في ويسكومبي ، وفسرت حياتها المتعرجه في أحد فيديوهاتها التعليمية «أخذت اختباراتي المدرسية مسارا مريعا».
أنهت دراستها الثانوية في مدرسة كوثام بعمر ال19، متخلفة بعامين عن شباب جيلها، بدأت مشوارها الدراسي بعد ذلك بأن حصلت على شهادة كلية الهندسة التقنية للفنون والتصميم، وبعد ذلك توجهت للدراسة في جامعة برايتون وتخرجت منها بعد خمس سنوات بشهادة بكالوريوس الفنون في الأفلام والإستديوهات التيلفزيونية.

## الحياة المهنية

### البثوث التيلفزيونية
سنة 2008، شاركت كيلجرين مسلسل بي بي سي التيلفزيوني الواقعي بريطانيا تفتقد عارضة أزيائها الأفضل ، وحازت المركز الثالث.
سنة 2014، ظهرت كمراسلة لأحدث البرامج التليفزيونية في برايتون، وفي 2015 شاركت في استضافة مراجعة لأحدث المسلسلات والأفلام مثل postfeature و movie line وأجرت مقابلة مع صنّاع أحد الأفلام على FilmFest.
في 2016، استضافت برنامجها التيلفزيوني التعليمي الترفيهي الخاص أسمته Quintessentially Jessica.

### اليوتيوب
تمحورت فيديوهات جيسيكا على اليوتيوب حول مواضيع تمثلت في التغييرات في الموضة والجمال، معاناة أصحاب الإعاقات، مشاكل الLGBT والتاريخ.
عام 2019، بالتشارك مع مدرسة الحياة لصناعة مسلسل أصلي على يوتيوب سميّ "The School Of…" عرض على خدمة يوتيوب بريميم، روي بواسطة ألن دي بوتون حيث تعاون سبعة من صنّاع المحتوى على يوتيوب لتغطية مواضيع فسلفية مهمة لهم ، حيث كان موضوع حلقة جيسيكا عن أسرار السعادة.

## الحياة الشخصية
عاشت كيلجرين حياتها في برايتون، وتزوجت من كلاوديا فوزارد التي كانت طبيبة أسنان في هيئة الخدمات الصحية الوطنية في أحد الإجتماعات للصحابيين في مقرههم عام 2016، وأعلنتا عن زواجهما في الأول من ينايرعام 2021 في الوقت التي كانتا تنتظران فيه مولودتهما في يونيو.
في الفيديو الذي صنعته بعنوان "Cheap Vintage Dresses and Petticoats Review! \\ Grace Karin" والذي نشر في 20 من يوليو سنة 2017 أقرت بأن طولها 1.75 متر.

## الجوائز والترشيحات
تحصلت جيسيكا على جائزة دكتوراه فخرية من جامعة ورسيستر سنة 2018 بعد أن رشحها الطلاب في مكان عملها بوعي ذوي الإعاقات.
| السنة | الجائزة                   | التصنيف                          | النتيجة    | المرجع |
| 2019  | جائزة ديفا                | النجم الصاعد للعام               | تم ترشيحها | [ 20 ] |
| 2019  | جائزة Blogosphere         | مدوّن العام                       | فازت       | [ 21 ] |
| 2020  | National Diversity Awards | Positive Role Model Award – LGBT | تم ترشيحها | [ 22 ] |
| 2021  | British LGBT Awards       | Online Influencer                | معلّقة      | [ 23 ] |

## روابط خارجية
الموقع الرسمي.
قناة جيسيكا كيلجرين فوزارد على اليوتيوب.
جيسيكا كيلجرين فوزارد على الإنستقرام.
جيسيكا وكلاوديا على الانستقرام.